# オレグ・シネグボウ
オレグ・ヴァシロヴィッチ・シネグボウ（ウクライナ語:Олег Васильович Синєгубов、1983年8月10日 - ）は、ウクライナの政治家、法学者、実業家、弁護士。2021年12月よりハルキウ州知事を務めている。2022年2月24日のロシア連邦によるウクライナ侵攻を受け、ハルキウ州民軍行政局（HOVA）の長官に任命された。

## 経歴
1983年8月10日、ハルキウに生まれた。父は農学者、母は会計士である。
2000年、ハルキウ国政総務大学に入学。2004年に卒業し、弁護士資格を取得した。

### 教員歴
2005年5月から2007年12月まで、ハルキウ国政総務大学で兼任講師を務めた。
2008年8月、同大学の市民法学科、社会経済学科で上級講師、2009年3月から2011年7月まで准教授を務めた。
2011年7月から2015年11月まで同大学法学部で教育・方法論作業担当副学部長を務めた。
2015年11月から2019年10月まで同大学法学部の学部長。
2016年、法学博士号を取得している。
2016年9月より専門学術会議副議長。

## 社会・政治的活動
2018年、ウクライナ最高汚職防止裁判所の判事候補となったが選考を通過しなかった。
2019年のウクライナ議会選挙において、ハルキウ州内の選挙区で立候補した「国民の僕」党所属オレクシー・クラソフの後見人を務めた。
2019年10月、ホンチャルク内閣はシネグボウのポルタヴァ州知事就任を承認した。
2021年11月11日、ウォロディミル・ゼレンスキー大統領はシネグボウをハルキウ州知事に任命した。
2021年12月24日、ハルキウ州知事に就任。シネグボウは、早急に取り組むべき課題として、2021年から2022年の秋から冬にかけての暖房料金の不払いに関する覚書の履行と地域腫瘍センターの建設を挙げた。

### ハルキウ州民軍行政局長官として
2022年2月24日のロシア連邦によるウクライナ侵攻を受け、シネグボウは、ハルキウ州民軍行政局（HOVA）の長官に任命された。以後、適時戦況報告を行っている。ハルキウは、ロシアとの国境から近く、ウクライナで第二の大都市であることから、ロシア連邦軍の主要な標的となった。このハルキウの戦いは今回の侵攻の中でも最も激しい戦いが繰り広げられた。
2月26日、シネグボウは、市全体がウクライナの支配下にあると主張した。アメリカ当局は、最も激しい戦闘はハルキウで起きていると報告した。
2月27日の午前中、ロシア軍がハルキウに入り、市内で激しい戦闘が起こっているとシネグボウは報告した。
3月2日、それまでの24時間で少なくとも21人が死亡、112人が負傷したと述べた。
3月8日、60万人以上の市民が鉄道を通じて都市から避難したと述べた。
4月29日、戦争が始まって以来、市内で2000以上の建物が損傷または破壊されたことを報告した。
5月10日、同州イジュームで、3月上旬にロシア軍の攻撃を受け崩壊した集合住宅のがれきの下から、民間人44人が遺体で発見されたと発表し、「ロシア軍による新たな戦争犯罪だ」と非難した。
5月14日、「イジュームでわが軍が反撃を始め、ロシア軍が一部方面では後退している」と伝え、ウクライナ軍が反撃に転じたと明かした。
5月15日、ウクライナ国防省は15日夜、ロシアの侵攻直後から戦闘が続いていた東部ハルキウ州の国境地帯を奪還したと発表した。シネグボウはソーシャルメディアを通じて、「ロシアの侵略者から、命を懸けてウクライナを解放する全ての人に感謝する」と述べた一方で、「まだ先は長い」と警戒を示した。

### 起業家として
シネグボウは、穀物、未加工タバコ、種子、飼料等の卸売企業「スロボジャーンシチナ種子販売」の経営者であった。また、不動産取引を行う企業、ビジネスや経営に関するコンサルティング企業、法律事務所などの共同設立者でもある。

## 褒章
3等ボフダン・フメリニツキー勲章（2022年） - 国家主権とウクライナの領土保全への著しい個人的貢献、ロシアの侵略者から入植地を守る組織中に示された勇気と無私の行動に対して。

## 家族
妻：アンナ・ジュラヴリョーワ（ハリコフ国立医科大学内科・内分泌学教室勤務）。
2016年に誕生した息子がいる。